# الطيبة (مسلسل)
الطيبة (بالتركية: İyilik)‏ هو مسلسل دراما تركي من بطولة خديجة شنديل، إسماعيل دميرجيوسيرا كوتلوباي وبريهان سافاش. عرض على قناة فوكس من 29 أبريل إلى 17 يونيو 2022. عرض الموسم الثاني من 9 سبتمبر 2022.